# Willy Claes
Willem Werner Hubert Claes, belgijski politik, * 24. november 1938, Hasselt.
Claes je po študiju političnih in diplomatskih znanosti na Vrije Universiteit Brussel pričel s politično kariero. Sprva je bil mestni svetnik v rodnem mestu, nato pa je bil leta 1968 izvoljen v Parlament Belgije. Leta 1972 je postal minister za šolstvo Belgije, nato pa še minister za ekonomske zadeve Belgije, namestnik predsednika Vlade Belgije, minister za zunanje zadeve Belgije (1992-94) in generalni sekretar Nata (1994-95). 
Leta 1995 je odstopil, potem ko so ugotovili, da je sprejel podkupnino 50 milijonov belgijskih frankov v času službovanja kot ekonomski minister v zvezi z nakupom helikopterjev Agusta.